# Björneborgs svenska samskola
Björneborgs svenska samskola (BSS) är en svenskspråkig privatskola i Björneborg i Finland, grundad år 1892. Skolan har omkring 300 elever och är den enda svenskspråkiga skolan i landskapet Satakunda. En betydande del av eleverna kommer från finskspråkiga hem, men förutsätts i så fall ha gått minst ett år i svenskspråkigt daghem eller svenskspråkig förskola.
Björneborgs svenska samskola erbjuder utbildning på svenska från förskola till gymnasium. Av eleverna kommer ungefär 5 % från enspråkigt svenska, 40 % från tvåspråkiga och 53 % från enspråkigt finska hem (2010). Andelen elever med en finlandssvensk identitet är enligt en undersökning 2010 kring en tredjedel, medan de flesta uppfattade sig som tvåspråkiga eller valde ett neutralare svarsalternativ.
Under 2000-talet har skolan renoverats och en ny del, Mikaelsgården, har färdigställts, ett allaktivitetshus med utrymmen för daghem, förskola, årskurs 1–2 och eftermiddagsklubb, samt även seniorbostäder. Mikaelsgården ägs av Svenska kulturfonden i Björneborg, som även väsentligt bidrar till finansieringen av skolan.
Skolans rektor Ulrika Hollsten anser det otänkbart med en tvåspråkig skola i Björneborg; den svenska skolan är ett medvetet val från föräldrarnas sida för att ge barnen två starka språk. All information ges på svenska, men personalen kan föra enskilda samtal med föräldrar på finska och i daghem och förskola används dockor för att vid behov förklara saker på finska för finskspråkiga barn. Eleverna talar ofta finska på rasterna.